# Uniroyal Funcup
Der Kronos Funcup ist eine von Franz Dubois 1997 in Belgien ins Leben gerufene Markenpokal-Rennserie. Dabei kommen von der belgischen PRC Gruppe entwickelte Rennfahrzeuge auf Gitterrohrrahmenbasis mit einem Mittelmotor und zentraler Sitzposition zum Einsatz, die von der Optik her stark an einen VW Käfer erinnern.

## Organisation
Neben dem international ausgetragenen Kronos-Funcup gibt oder gab es nationale Fun-Cup-Serien in Belgien, Frankreich, dem Vereinigten Königreich, Spanien, Italien, Deutschland und auf den Kanarischen Inseln. Saisonhöhepunkt aller Serien ist das gemeinsam ausgetragene 25-Stunden-Rennen auf dem Circuit de Spa-Francorchamps das eines der längsten Automobil-Rundstreckenrennen weltweit ist und bei dem bis zu über 150 Fahrzeuge gegeneinander antreten. 
Der Funcup debütierte 2005 auch in Deutschland und bot den Teilnehmern im Jahr 2006 eine komplette Rennsaison mit 7 Langstreckenrennen.

## Technische Daten

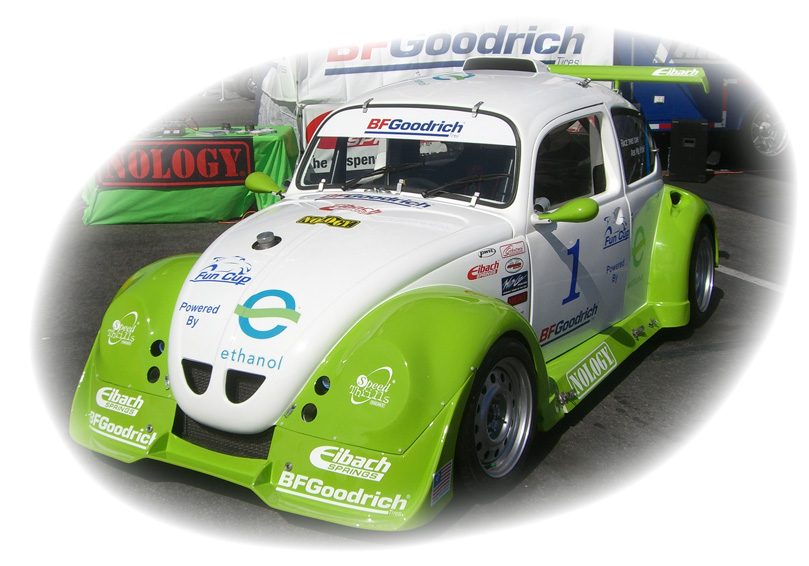
Fun Cup Fahrzeug

Bei den Fahrzeugen handelt es sich um weitestgehend identische, 130 PS starke und 740 kg schwere einsitzige Rennwagen, deren Karosserie dem Volkswagen Käfer nachempfunden ist. Die Fahrzeuge verwenden einen 1,8-Liter-Audi/VW-Motor und ein sequenzielles 5-Gang-Getriebe von Sadev. Sowohl der Motor als auch das Getriebe sind zusammen mit allen wichtigen Komponenten versiegelt, um sicherzustellen, dass die Autos technisch identisch sind und die gleiche Leistung haben.
- Gitterrohrrahmen mit GFK-Karosserie in drei Monoblock-Elementen
- zentrale Fahrerposition
- verplombte Einheitsmotorisierung VW-Golf-Motor, 1,8 Liter Hubraum
- 130 PS bei 6000/min
- Maximales Drehmoment: 175 Nm bei 3800/min.
- verplombtes Einheitsgetriebe Audi 5-Gang, vollsynchronisiert, Sportübersetzung, Hinterradantrieb
- Sicherheits-FT3-Tank
- 4 innenbelüftete Scheibenbremsen
- MacPherson-Aufhängung vorne und hinten mit einstellbarer Höhe und Geometrie
- Uniroyal Serienreifen RainSport 1; vorn: 195/50 R15 7’’-Felge, hinten: 205/50 R15 8’’-Felge
- Mindestgewicht: 760 kg
- Höchstgeschwindigkeit: ca. 205 km/h
- Beschleunigung von 0 auf 100 km/h in 6,9 s